# Rachael Adams
Rachael Alexis Adams (Cincinnati, 3 giugno 1990) è una pallavolista statunitense, centrale dell'Osasco.

## Carriera

### Club
La carriera di Rachael Adams inizia a livello scolastico nella Mount Notre Dame HS. Continua poi la propria carriera all'università, dove gioca per la Texas, disputando la NCAA Division I dall'edizione 2008 all'edizione 2011, raggiungendo anche la finale del 2010, persa contro la Penn State.
Nella stagione 2012-13 inizia la carriera professionistica in Polonia, ingaggiata dal Pałac Bydgoszcz. Nella stagione successiva resta in Liga Siatkówki Kobiet, cambiando tuttavia squadra, ingaggiata dal Dąbrowa Górnicza, e conquistando la Supercoppa polacca. Nell'annata 2014-15 viene ingaggiata dall'Imoco di Conegliano, nella Serie A1 italiana, dove resta per due annate, aggiudicandosi lo scudetto nel campionato 2015-16.
Per il campionato 2016-17 difende i colori del club turco dell'Eczacıbaşı, in Sultanlar Ligi, ottenendo il successo al campionato mondiale per club 2016 e alla Coppa CEV 2017-18. Nella stagione 2018-19 ritorna in Italia vestendo la maglia della Pro Victoria, in Serie A1, con cui si aggiudica la Challenge Cup.
Nella stagione 2020-21, dopo un'annata di inattività, difende i colori dell'Aydın BB, club militante nella Sultanlar Ligi turca; rescinde tuttavia il contratto con la squadra turca nel novembre 2020, dopo appena qualche mese. Nella stagione seguente approda nella Superliga Série A brasiliana, ingaggiata dall'Osasco.

### Nazionale
Con la nazionale under 18 vince il campionato nordamericano 2006 e partecipa al campionato mondiale 2007.
Nell'estate del 2013 debutta in nazionale maggiore, vincendo la Coppa panamericana. A questo successo segue un altro oro al campionato mondiale 2014; nel 2015, invece, vince la medaglia d'oro ai XVII Giochi panamericani, dove viene premiata come miglior centrale, e al campionato nordamericano, mentre nel 2016 si aggiudica l'argento al World Grand Prix e il bronzo ai Giochi della XXXI Olimpiade.
In seguito vince la medaglia di bronzo alla Grand Champions Cup 2017 e quella d'oro alla Volleyball Nations League 2018 e alla Coppa panamericana 2019.

## Palmarès

### Club
- Campionato italiano: 1

2015-16
- Supercoppa polacca: 1

2013
- Campionato mondiale per club: 1

2016
- Coppa CEV: 1

2017-18
- Challenge Cup: 1

2018-19

### Nazionale (competizioni minori)
- Campionato nordamericano under 18 2006
- Coppa panamericana 2013
- Montreux Volley Masters 2014
- Giochi panamericani 2015
- Coppa panamericana 2019

### Premi individuali
- 2010 - All-America First Team
- 2010 - Division I NCAA: Austin Regional All-Tournament Team
- 2011 - All-America First Team
- 2014 - Montreux Volley Masters: Miglior servizio
- 2015 - XVII Giochi panamericani: Miglior centrale
- 2016 - World Grand Prix: Miglior centrale
- 2017 - Champions League: Miglior centrale